# Marion Detjen
Marion Detjen (* 4. Januar 1969 als Marion Steinbeis in München) ist eine deutsche Historikerin und Publizistin. Sie lehrt am Bard College Berlin und lebt mit ihrer Familie in Berlin.

## Leben
Marion Steinbeis wuchs im oberbayerischen Brannenburg am Inn auf. 1988 legte sie am United World College of the Atlantic in Wales/Großbritannien das International Baccalaureate ab. Von 1989 bis 1995 studierte sie in Berlin und München Germanistik und Geschichte. Anfang der 90er Jahre engagierte sie sich als Sprachlehrerin in Flüchtlingsunterkünften und gründete den bis heute aktiven Verein „Deutsch für Flüchtlinge“ e.V.
Als Historikerin, Ausstellungsmacherin und Autorin beschäftigte sich Marion Detjen u. a. mit Themen der NS-Geschichte, der DDR-Geschichte sowie der Zeitgeschichte der Bundesrepublik. 1997 gestaltete sie in München eine Ausstellung zu Geschichte des Widerstandes gegen den Nationalsozialismus in der bayerischen Landeshauptstadt. Begleitend dazu veröffentlichte sie die Studie „Zum Staatsfeind ernannt. Widerstand, Verweigerung und Resistenz gegen das NS Regime in München“.
Zusammen mit ihrem Bruder Maximilian Steinbeis und ihrem Ehemann Stephan Detjen gestaltete sie die Ausstellung „In bester Verfassung?! 50 Jahre Grundgesetz“, die 1999 von der Präsidentin des Bundesverfassungsgerichts, Jutta Limbach, im Gebäude des Bundesverfassungsgerichts eröffnet wurde und mehrere Jahre lang in Gerichtsgebäuden sowie im Deutschen Bundestag gezeigt wurde.
2009 veröffentlichten die drei Autoren eine neue Gesamtdarstellung der Verfassungsgeschichte der Bundesrepublik, die unter dem Titel „Die Deutschen und das Grundgesetz“ im Pantheon Verlag erschien und in die Schriftenreihe der Bundeszentrale für politische Bildung übernommen wurde.
In ihrer Promotionsschrift schilderte Marion Detjen die Geschichte der deutsch-deutschen Fluchthilfe nach dem Mauerbau. Die Untersuchung erschien 2005 unter dem Titel „Ein Loch in der Mauer. Die Geschichte der Fluchthilfe im geteilten Deutschland“ im Siedler-Verlag und gilt als Standardwerk. Christoph Kleßmann bezeichnete das Buch in der „Zeit“ als „Glanzstück wissenschaftlicher Reflexion“, das bis dahin unbekannte Quellen auswerte und durch sein „intellektuelles und stilistisches Niveau“ besteche. In der „Süddeutschen Zeitung“ schrieb Karin Hartewig, das Buch schildere die organisierte Fluchthilfe „hochspannend“ und „informativ“ als „Barometer für die gefühlte Einheit und für die reale Teilung Deutschlands“.
Als Lehrbeauftragte und Wissenschaftlerin wirkte Marion Detjen an der Humboldt-Universität Berlin, dem Zentrum für Zeithistorische Forschung in Potsdam sowie dem Bard College Berlin, an dem sie Mitinitiatorin eines Studienprogramms für Geflüchtete und Studierende aus Krisenregionen ist. Mit Unterstützung der Deutschen Forschungsgemeinschaft arbeitet Marion Detjen an einer Biographie der Verlegerin Helen Wolff, deren Großnichte sie ist und zu deren im Jahr 2020 erschienenen Roman „Hintergrund für Liebe“ sie einen biographischen Essay beitrug.
Marion Detjen ist Mitgründerin, Autorin und Redakteurin des Blogs „10 vor 8“, der ab 2013 auf faz.net und seit 2015 unter dem Titel „10 nach 8“ auf zeit.de erscheint. Auf dem Blog nehmen Schriftstellerinnen, Wissenschaftlerinnen und Künstlerinnen zu aktuellen Themen der Zeit Stellung.
Marion Detjen lebt in Berlin-Westend, ist mit dem Journalisten Stephan Detjen verheiratet und Mutter von drei Kindern.

## Schriften
- Zum Staatsfeind ernannt. Widerstand, Verweigerung und Resistenz gegen das NS Regime in München, hrsg. von der Landeshauptstadt München, Buchendorfer Verlag 1998, 368 Seiten, ISBN 978-3-927984-81-3
- Ein Loch in der Mauer. Die Geschichte der Fluchthilfe im geteilten Deutschland 1961–1989. München, Siedler 2005
- Die Deutschen und das Grundgesetz. Geschichte und Grenzen unserer Verfassung, zus. mit Max Steinbeis und Stephan Detjen, München, Pantheon 2009
- Die Mauer als Erfahrung und Sujet. Deutung und Umdeutung zwischen Mauerbau und Mauerfall, in: Franka Maubach / Christina Morina (Hgg.): Das 20. Jahrhundert erzählen. Zeiterfahrung und Zeiterforschung im geteilten Deutschland, Göttingen, Wallstein 2016, S. 328–385